# Pavillon Henri II de Villers-Cotterêts
Le Pavillon Henri II est une résidence située à Villers-Cotterêts, en France.

## Localisation

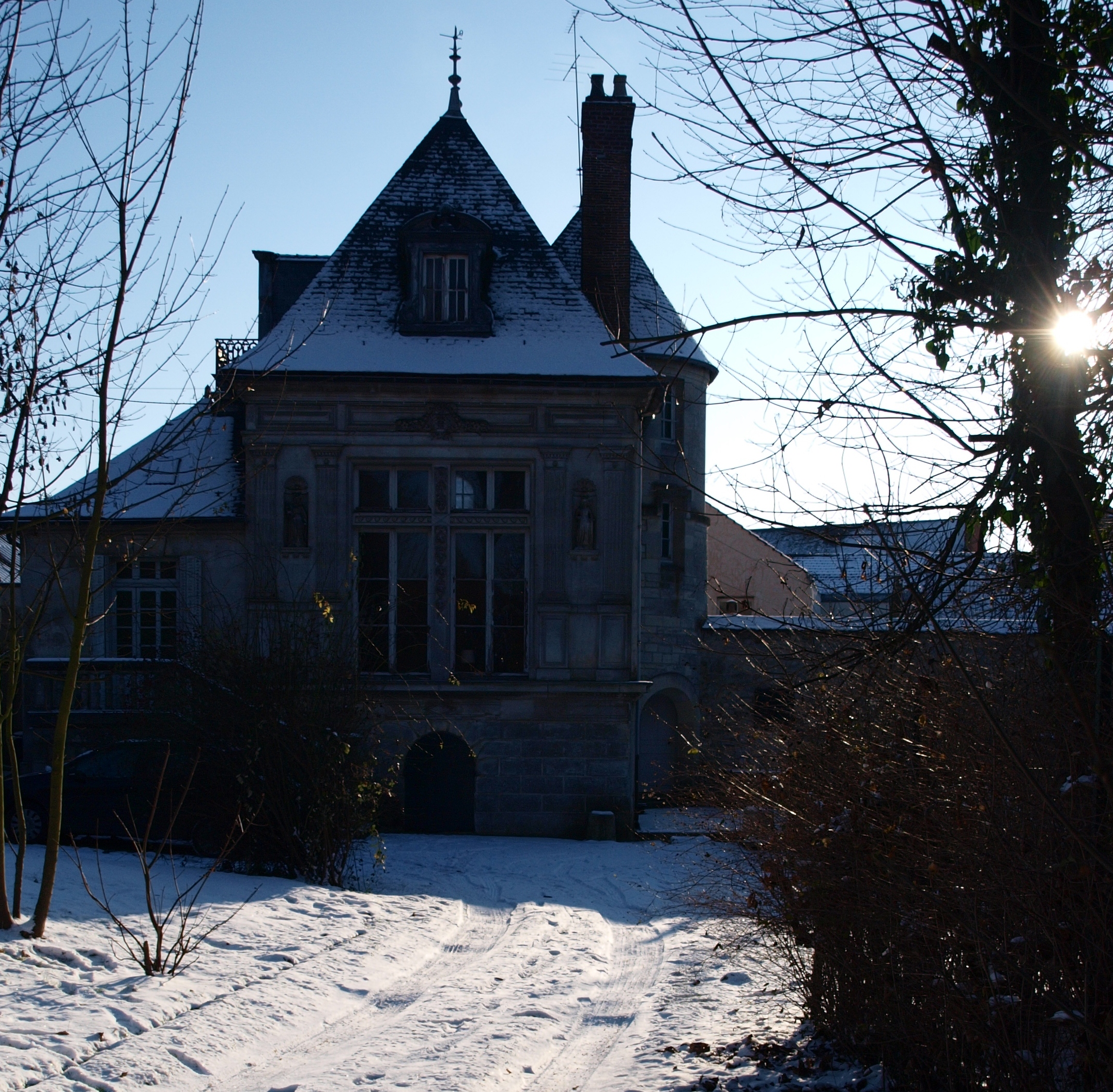
Le Pavillon Henri II en hiver

Le  Pavillon Henri II est situé dans le département de l'Aisne, 15 Passage du Manège à Villers-Cotterêts en limite de l'ancien parc du Château François Ier.

## Historique
Bâtiment construit au XVIe siècle, agrandi et redécoré vers 1760 par le Duc d'Orléans.
Résidence ducale, il fut vendu en tant que bien national en 1795 puis racheté par le roi Louis-Philippe en 1843 en biens personnels.

## Architecture
Construction attribuée à Philibert Delorme, l'architecte du Château François Ier.
Les décors sont de style renaissance, remaniés au XIXe siècle (décors néo-Renaissance).
Le bâtiment est inscrit au titre des monuments historiques en 1995.